# Campeonato Mundial Feminino de Xadrez de 1984

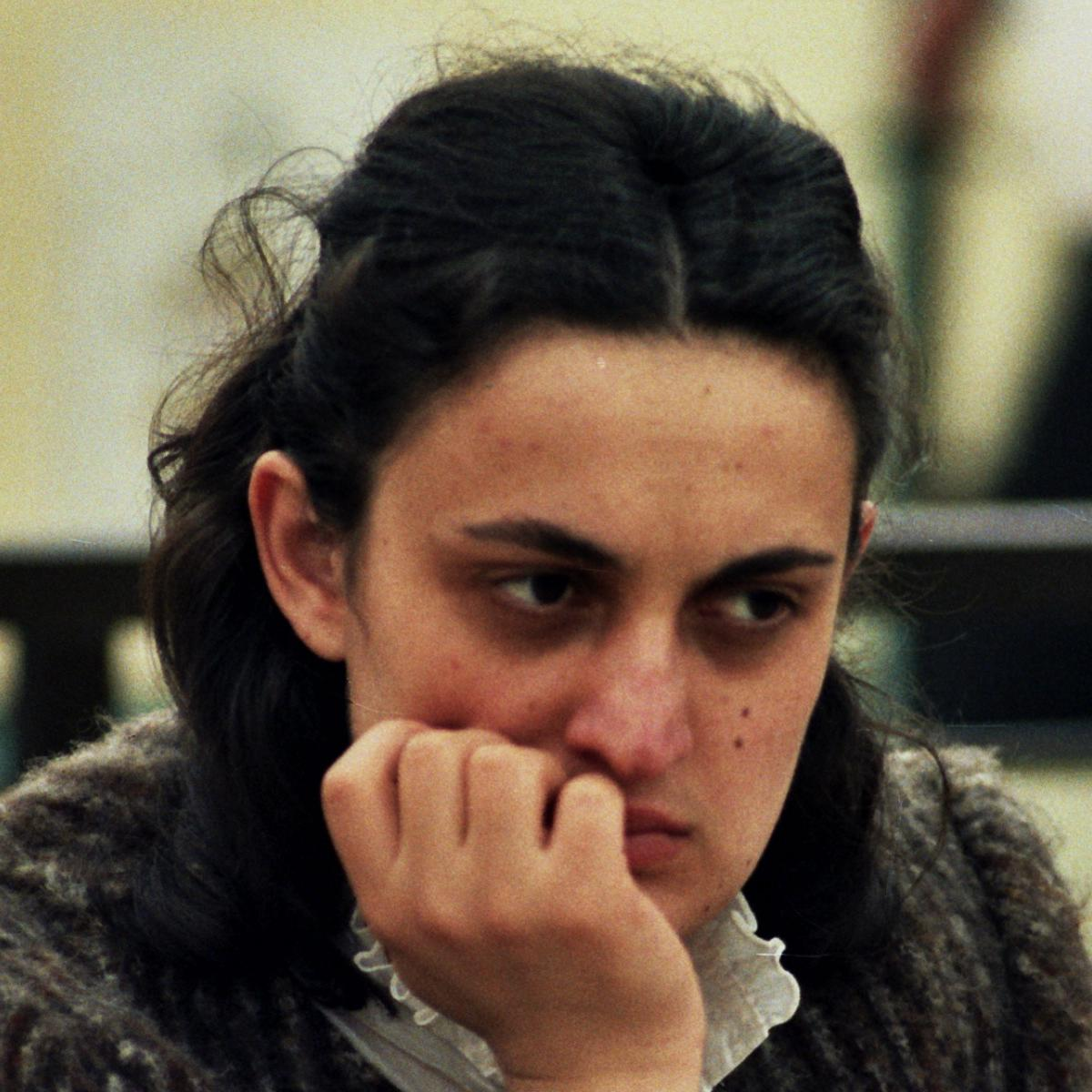
Maia Chiburdanidze, campeã mundial da 20ª edição do campeonato.

O Campeonato Mundial Feminino de Xadrez  de 1984 foi a 20ª edição da competição sendo disputada em um match entre a então campeã Maia Chiburdanidze e a desafiante Irina Levitina. A disputa foi realizada em Volgogrado  e Maia Chiburnanidze manteve o título de campeã mundial.
| Nome          | 01 | 02 | 03 | 04 | 05 | 06 | 07 | 08 | 09 | 10 | 11 | 12 | 13 | Total |
| Levitina      | =  | =  | 1  | 0  | =  | =  | =  | 1  | 0  | 0  | =  | 0  | 0  | 5.0   |
| Chiburdanidze | =  | =  | 0  | 1  | =  | =  | =  | 0  | 1  | 1  | =  | 1  | 1  | 8.0   |